# Paramorphochelus mundus
Paramorphochelus mundus är en skalbaggsart som beskrevs av Marc Lacroix 1997. Paramorphochelus mundus ingår i släktet Paramorphochelus och familjen Melolonthidae. Inga underarter finns listade i Catalogue of Life.